# زياد الجراد
زياد الجراد (مواليد 14 يونيو 1994) هو لاعب كرة قدم سعودي .
لعب سابقاً في نادي الطائي ونادي العين ونادي الفيحاء ونادي الخليج.

## روابط خارجية
- زياد الجراد على موقع Soccerway.com (الإنجليزية)